# Diopsiulus furcosus
Diopsiulus furcosus är en mångfotingart som beskrevs av Demange 1971. Diopsiulus furcosus ingår i släktet Diopsiulus och familjen Stemmiulidae. Inga underarter finns listade i Catalogue of Life.